# Batalha de Vézeronce
A Batalha de Vézeronce foi travada em 25 de junho de 524 próximo a Vézeronce-Curtin (então Veseruntia), atualmente no departamento de Isère, França, entre os Francos liderados pelo rei Clodomiro e os Burgúndios comandados pelo rei Godomar.

## Antecedentes
A batalha foi parte de uma expedição contra os burgúndios iniciada pelos quatro filhos e herdeiros do rei franco Clóvis I: Quildeberto I, Clodomiro, Clotário I e Teodorico I. Após uma incursão anterior dos irmãos em 523, o rei burgúndio Sigismundo havia sido capturado e executado, por ordens de Clodomiro, e foi sucedido por seu irmão, Godomar. Clodomiro desejava tomar com seus irmãos o que restava do Reino Burgúndio e retomou sua campanha na primavera de 524.

## A Batalha
Os dois exércitos se enfrentaram próximo à moderna vila de Vézeronce, em uma área de vasta planície. No relato de Gregório de Tours sobre a batalha, as tropas francas do rei Clodomiro rapidamente levaram a vantagem e repeliriam os burgúndios liderados por Godomar. No entanto, acreditando estar se juntando a um grupo de guerreiros francos, Clodomiro lançou-se no meio dos soldados inimigos e foi morto. Sua cabeça foi espetada em uma lança e exibida pelos burgúndios a seus inimigos. Godomar venceu a batalha, mas seu reino foi perdido para a dinastia merovíngia dentro de uma década.

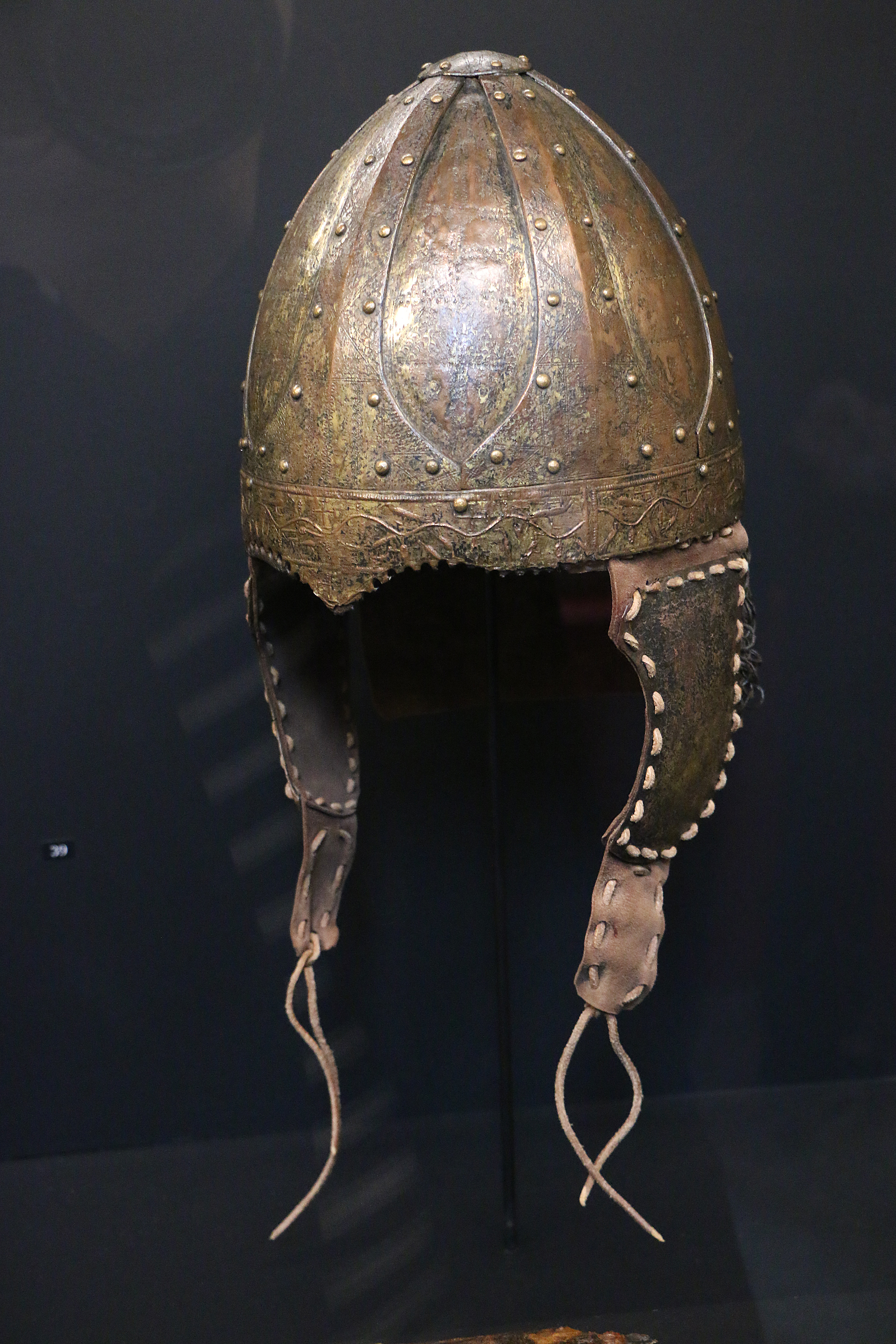
Elmo do século VI encontrado próximo ao campo de batalha de Vézeronce

Um elmo foi encontrado no pântano de Saint-Didier, ao norte do local da batalha, em 1871, e está conservado no Musée dauphinois, em Grenoble. O elmo é de fabricação bizantina e provavelmente pertencia a um chefe franco.